# Campeonato Mundial de Snowboard de 2023 - Snowboard cross masculino
A prova do Snowboard cross masculino do Campeonato Mundial de Snowboard de 2023 ocorreu no dia 1º de março, em Bakuriani, na Geórgia.

## Medalhistas
| Ouro              | Prata             | Bronze              |
| Jakob Dusek (AUT) | Martin Nörl (GER) | Omar Visintin (ITA) |

## Calendário
Todos os horários estão no horário local (UTC+4)
| Data        | Horário | Fase             |
| ----------- | ------- | ---------------- |
| 1º de março | 13:00   | Oitavas de final |
| 1º de março | 13:36   | Quartas de final |
| 1º de março | 13:58   | Semifinal        |
| 1º de março | 14:16   | Final            |

## Resultados
Um total de 48 snowboarder de 19 nacionalidades participaram da prova.

### Oitavas de final
As provas começaram às 13:00 do dia 1º de março.
| Posição | Bib | Nome          | Nacionalidade | Notas |
| ------- | --- | ------------- | ------------- | ----- |
| 1       | 1   | Martin Nörl   | Alemanha      | Q     |
| 2       | 33  | Bernat Ribera | Espanha       | Q     |
| 3       | 32  | Woo Jin       | Coreia do Sul |       |

| Posição | Bib | Nome          | Nacionalidade | Notas |
| ------- | --- | ------------- | ------------- | ----- |
| 1       | 41  | Jakub Žerava  | Chéquia       | Q     |
| 2       | 24  | Álvaro Romero | Espanha       | Q     |
| 3       | 9   | Lucas Eguibar | Espanha       |       |

| Posição | Bib | Nome           | Nacionalidade | Notas |
| ------- | --- | -------------- | ------------- | ----- |
| 1       | 5   | Merlin Surget  | França        | Q     |
| 2       | 37  | Kryštof Choura | Chéquia       | Q     |
|         | 28  | Michele Godino | Itália        | DNF   |

| Posição | Bib | Nome             | Nacionalidade | Notas |
| ------- | --- | ---------------- | ------------- | ----- |
| 1       | 20  | Yoshiki Takahara | Japão         | Q     |
| 2       | 13  | Glenn de Blois   | Países Baixos | Q     |
| 3       | 45  | Ivan Malovannyi  | Ucrânia       |       |

| Posição | Bib | Nome           | Nacionalidade | Notas |
| ------- | --- | -------------- | ------------- | ----- |
| 1       | 3   | Jakob Dusek    | Áustria       | Q     |
| 2       | 35  | Noah Bethonico | Brasil        | Q     |
|         | 30  | Radek Houser   | Chéquia       | DNF   |

| Posição | Bib | Nome           | Nacionalidade  | Notas |
| ------- | --- | -------------- | -------------- | ----- |
| 1       | 22  | Senna Leith    | Estados Unidos | Q     |
| 2       | 43  | Antoni Toledo  | Espanha        | Q     |
|         | 11  | Julian Lüftner | Áustria        | DNF   |

| Posição | Bib | Nome              | Nacionalidade | Notas |
| ------- | --- | ----------------- | ------------- | ----- |
| 1       | 26  | Luca Hämmerle     | Áustria       | Q     |
| 2       | 39  | Thomas Abegglen   | Suíça         | Q     |
| 3       | 7   | Lorenzo Sommariva | Itália        |       |

| Posição | Bib | Nome                  | Nacionalidade | Notas |
| ------- | --- | --------------------- | ------------- | ----- |
| 1       | 15  | Léo Le Blé Jaques     | França        | Q     |
| 2       | 47  | Roman Aleksandrovskyy | Ucrânia       | Q     |
| 3       | 18  | Paul Berg             | Alemanha      |       |

| Posição | Bib | Nome             | Nacionalidade  | Notas |
| ------- | --- | ---------------- | -------------- | ----- |
| 1       | 16  | Nick Baumgartner | Estados Unidos | Q     |
| 2       | 17  | Kalle Koblet     | Suíça          | Q     |
| 3       | 48  | Anton Karpov     | Ucrânia        |       |

| Posição | Bib | Nome          | Nacionalidade | Notas |
| ------- | --- | ------------- | ------------- | ----- |
| 1       | 8   | Omar Visintin | Itália        | Q     |
| 2       | 25  | Leon Beckhaus | Alemanha      | Q     |
| 3       | 40  | Ye Kangjia    | China         |       |

| Posição | Bib | Nome            | Nacionalidade  | Notas |
| ------- | --- | --------------- | -------------- | ----- |
| 1       | 21  | Liam Moffatt    | Canadá         | Q     |
| 2       | 12  | Jake Vedder     | Estados Unidos | Q     |
| 3       | 44  | Huw Nightingale | Grã-Bretanha   |       |

| Posição | Bib | Nome            | Nacionalidade | Notas |
| ------- | --- | --------------- | ------------- | ----- |
| 1       | 4   | Éliot Grondin   | Canadá        | Q     |
| 2       | 36  | Drew Powell     | Letônia       | Q     |
| 3       | 29  | Filippo Ferrari | Itália        |       |

| Posição | Bib | Nome           | Nacionalidade  | Notas |
| ------- | --- | -------------- | -------------- | ----- |
| 1       | 14  | Adam Lambert   | Austrália      | Q     |
| 2       | 19  | Mick Dierdorff | Estados Unidos | Q     |
| 3       | 46  | Víctor Chávez  | Peru           |       |

| Posição | Bib | Nome          | Nacionalidade | Notas |
| ------- | --- | ------------- | ------------- | ----- |
| 1       | 6   | Loan Bozzolo  | França        | Q     |
| 2       | 27  | Aidan Chollet | França        | Q     |
|         | 38  | Valerio Jud   | Suíça         | DNF   |

| Posição | Bib | Nome           | Nacionalidade | Notas |
| ------- | --- | -------------- | ------------- | ----- |
| 1       | 23  | Evan Bichon    | Canadá        | Q     |
| 2       | 10  | Cameron Bolton | Austrália     | Q     |
|         | 42  | Jan Kubičík    | Chéquia       | DNF   |

| Posição | Bib | Nome                | Nacionalidade | Notas |
| ------- | --- | ------------------- | ------------- | ----- |
| 1       | 2   | Alessandro Hämmerle | Áustria       | Q     |
| 2       | 31  | Leon Ulbricht       | Alemanha      | Q     |
| 3       | 34  | Tristan Bell        | Canadá        |       |

### Quartas de final
As provas começaram às 13:36 do dia 1º de março.
| Posição | Bib | Nome             | Nacionalidade  | Notas |
| ------- | --- | ---------------- | -------------- | ----- |
| 1       | 1   | Martin Nörl      | Alemanha       | Q     |
| 2       | 16  | Nick Baumgartner | Estados Unidos | Q     |
| 3       | 17  | Kalle Koblet     | Suíça          |       |
| 4       | 33  | Bernat Ribera    | Espanha        |       |

| Posição | Bib | Nome           | Nacionalidade  | Notas |
| ------- | --- | -------------- | -------------- | ----- |
| 1       | 21  | Liam Moffatt   | Canadá         | Q     |
| 2       | 5   | Merlin Surget  | França         | Q     |
| 3       | 12  | Jake Vedder    | Estados Unidos |       |
| 4       | 37  | Kryštof Choura | Chéquia        |       |

| Posição | Bib | Nome           | Nacionalidade  | Notas |
| ------- | --- | -------------- | -------------- | ----- |
| 1       | 3   | Jakob Dusek    | Áustria        | Q     |
| 2       | 14  | Adam Lambert   | Austrália      | Q     |
| 3       | 19  | Mick Dierdorff | Estados Unidos |       |
| 4       | 35  | Noah Bethonico | Brasil         |       |

| Posição | Bib | Nome            | Nacionalidade | Notas |
| ------- | --- | --------------- | ------------- | ----- |
| 1       | 23  | Evan Bichon     | Canadá        | Q     |
| 2       | 10  | Cameron Bolton  | Austrália     | Q     |
| 3       | 26  | Luca Hämmerle   | Áustria       |       |
| 4       | 39  | Thomas Abegglen | Suíça         |       |

| Posição | Bib | Nome          | Nacionalidade | Notas |
| ------- | --- | ------------- | ------------- | ----- |
| 1       | 8   | Omar Visintin | Itália        | Q     |
| 2       | 24  | Álvaro Romero | Espanha       | Q     |
| 3       | 25  | Leon Beckhaus | Alemanha      |       |
| 4       | 41  | Jakub Žerava  | Chéquia       |       |

| Posição | Bib | Nome             | Nacionalidade | Notas |
| ------- | --- | ---------------- | ------------- | ----- |
| 1       | 4   | Éliot Grondin    | Canadá        | Q     |
| 2       | 13  | Glenn de Blois   | Países Baixos | Q     |
| 3       | 20  | Yoshiki Takahara | Japão         |       |
| 4       | 36  | Drew Powell      | Letônia       |       |

| Posição | Bib | Nome          | Nacionalidade  | Notas |
| ------- | --- | ------------- | -------------- | ----- |
| 1       | 6   | Loan Bozzolo  | França         | Q     |
| 2       | 22  | Senna Leith   | Estados Unidos | Q     |
| 3       | 43  | Antoni Toledo | Espanha        |       |
|         | 27  | Aidan Chollet | França         | DNF   |

| Posição | Bib | Nome                  | Nacionalidade | Notas |
| ------- | --- | --------------------- | ------------- | ----- |
| 1       | 31  | Leon Ulbricht         | Alemanha      | Q     |
| 2       | 2   | Alessandro Hämmerle   | Áustria       | Q     |
| 3       | 15  | Léo Le Blé Jaques     | França        |       |
| 4       | 47  | Roman Aleksandrovskyy | Ucrânia       |       |

### Semifinal
As provas começaram às 13:58 do dia 1º de março.
| Posição | Bib | Nome          | Nacionalidade | Notas |
| ------- | --- | ------------- | ------------- | ----- |
| 1       | 8   | Omar Visintin | Itália        | Q     |
| 2       | 1   | Martin Nörl   | Alemanha      | Q     |
| 3       | 21  | Liam Moffatt  | Canadá        |       |
| 4       | 5   | Merlin Surget | França        |       |

| Posição | Bib | Nome                | Nacionalidade | Notas |
| ------- | --- | ------------------- | ------------- | ----- |
| 1       | 2   | Alessandro Hämmerle | Áustria       | Q     |
| 2       | 3   | Jakob Dusek         | Áustria       | Q     |
| 3       | 14  | Adam Lambert        | Austrália     |       |
| 4       | 10  | Cameron Bolton      | Austrália     |       |

### Final
As provas começaram às 14:16 do dia 1º de março.
Final B
| Posição | Bib | Nome           | Nacionalidade | Notas |
| ------- | --- | -------------- | ------------- | ----- |
| 5       | 5   | Merlin Surget  | França        |       |
| 6       | 10  | Cameron Bolton | Austrália     |       |
| 7       | 21  | Liam Moffatt   | Canadá        |       |
| 8       | 14  | Adam Lambert   | Austrália     | DNF   |

Final A
| Posição           | Bib | Nome                | Nacionalidade | Notas |
| ----------------- | --- | ------------------- | ------------- | ----- |
| Medalha de ouro   | 3   | Jakob Dusek         | Áustria       |       |
| Medalha de prata  | 1   | Martin Nörl         | Alemanha      |       |
| Medalha de bronze | 8   | Omar Visintin       | Itália        |       |
| 4                 | 2   | Alessandro Hämmerle | Áustria       |       |

Legenda
| Recorde mundial       | Recorde mundial (World record)               |                       | Recorde africano                      | Recorde africano (African) |                                           | Q | Classificado por posição (Qualified) |
| Recorde do campeonato | Recorde do campeonato (Championship record)  | Recorde da América    | Recorde da América (Americas)         | q                          | Classificado por melhor tempo (Qualified) |   |                                      |
| Melhor marca do ano   | Melhor marca do ano (World leading)          | Recorde asiático      | Recorde asiático (Asian)              | DNS                        | Não largou (Did not start)                |   |                                      |
| Recorde nacional      | Recorde nacional (National record)           | Recorde europeu       | Recorde europeu (European)            | DNF                        | Não terminou (Did not finish)             |   |                                      |
| Recorde pessoal       | Recorde pessoal do atleta (Personal best)    | Recorde da Oceania    | Recorde da Oceania (Oceania)          | DSQ / DQ                   | Desclassificado (Disqualified)            |   |                                      |
| Recorde da temporada  | Recorde da temporada do atleta (Season best) | Recorde sul-americano | Recorde sul-americano (South America) | NM                         | Sem marca (No mark)                       |   |                                      |